# Atle Lie McGrath
Atle Lie McGrath (Burlington, 21 april 2000) is een Noorse alpineskiër.

## Levensloop
McGraths moeder is de Noorse langlaufster Selma Lie. Zij ging in 1991 studeren aan de Universiteit van Vermont in Burlington en leerde daar de hoofdcoach van de alpineskiërs Felix McGrath kennen. Hij is een voormalig Amerikaanse alpineskiër, die in 1988 derde werd in het klassement van de wereldbeker slalom. Zijn beste prestatie tijdens een wedstrijd was een tweede plek in Åre achter Alberto Tomba in maart 1988. Het gezin verhuisde naar Oslo toen Atle twee jaar oud was. Waar Amerikaanse kinderen al vroeg moeten winnen, mogen Noorse kinderen gewoon spelen, leren en lol maken. Hierdoor kunnen kinderen die zich wat later ontwikkelen ook de top halen.

### Ski-jeugd met Lucas Braathen
McGrath stond al vroeg op de latten, maar ging pas aan wedstrijden meedoen toen hij negen jaar oud was. Drie jaar later leerde hij de twee dagen oudere Lucas Braathen kennen, die ook lid werd van Bærums Skiklub en naar het Dønski Ski Gymnasium ging. Sindsdien trekken ze zich aan elkaar op. Het tweetal heeft een goede mentor aan Aleksander Aamodt Kilde die ook uit Bærum komt, maar voor de naburige skiclub Lommedalen Idrettslag uitkomt.
McGrath won in april 2018 zijn eerste FIS-wedstrijden, twee reuzenslaloms en een slalom, in Vermont. In november 2018 maakte hij zijn debuut in de Europacup en haalde drie weken later al een tweede plek bij een reuzenslalom, een honderdste van een seconde achter Braathen. Nog eens drie weken later, begin januari 2019, haalde hij ook een eerste podiumplek op de slalom. Bij het WK voor junioren in februari kwam hij een honderdste seconde tekort voor een podiumplek op de afdaling. Hij haalde wel een zilveren plak op de alpine combinatie en Braathen kreeg brons.

### Succes in Europacup en Wereldbeker
In het seizoen 2019-2020 won McGrath het algemene klassement en het klassement van de reuzenslalom in de Europacup. Hij verzamelde tien podiumplekken en won hij in februari 2020 zijn eerste alpine combinatie in Sella Nevea en reuzenslalom in Jasná. McGrath was nog geen twintig jaar oud, en voor hem hadden alleen Marcel Hirscher, Kjetil Jansrud, Alexis Pinturault en Benjamin Raich de Europacup gewonnen in het jaar dat ze 20 werden. Raich won in 1998 met een record van 410 punten voorsprong, McGrath verbeterde dit naar een voorsprong van 433.
In oktober 2019 debuteerde McGrath in de wereldbeker, op de reuzenslalom in Sölden, een maand later volgde zijn eerste slalom in Levi. In december 2020 behaalde McGrath in Alta Badia zijn eerste podiumplek in de wereldbeker. In januari 2021 raakten zowel Braathen als McGrath geblesseerd tijdens de reuzenslalom in Adelboden. Ze revalideerden samen in het topsportcentrum van Olympiatoppen in Oslo, het Papendal van Noorwegen.
In maart 2022 won McGrath zijn eerste wereldbekerslaloms in Flachau en Méribel. Tijdens de wereldkampioenschappen in Courchevel in 2023 ging hij onderuit tijdens de Super-G. In Noorwegen werd hij geopereerd aan zijn linker kruisbanden en mocht daarna negen maanden revalideren. In Saalbach in februari 2025 won hij het zilver op de WK slalom, zijn eerste medaille op een groot toernooi.

## Aandacht voor lawinegevaar
In 2024 stond de internationale skifederatie (FIS) toe om reclame te maken op de zijkant van de skihelm. McGrath greep de kans om Brass Avalanche te promoten. Deze stichting werd opgericht nadat twee skiërs uit het Amerikaanse team overleden door een lawine in 2014. Brass waarschuwt tegen de gevaren van lawines en leert wedstrijdskiërs om de risico's buiten de piste beter in te schatten. McGrath is niet alleen ambassadeur, maar geeft ook workshops aan de skijeugd.
McGrath speelde in zijn eigen jeugd veelvuldig in de poedersneeuw op nog onbegaande paden. Als een training werd afgelast, dan ging hij met z'n vrienden vaak off piste. Voor het voornoemde lawine-ongeluk had hij geen idee hoe gevaarlijk dat kan zijn. Goede skivaardigheden zijn geen veiligheidsgarantie.

## Resultaten

### Olympische Winterspelen
| Jaar | Plaats | Resultaten                   |
| ---- | ------ | ---------------------------- |
| 2022 | Peking | 31e Slalom DNF1 Reuzenslalom |

### Wereldkampioenschappen
| Jaar | Plaats               | Resultaten                                                            |
| ---- | -------------------- | --------------------------------------------------------------------- |
| 2023 | Courchevel & Méribel | 5e Alpine combinatie DNF Super G                                      |
| 2025 | Saalbach             | Slalom · 7e Landenwedstrijd · 10e Reuzenslalom · DNF2 Team combinatie |

### Wereldbeker
Eindklasseringen
| Seizoen   | Algm | SL    | RS  | SG  | PAR   |
| --------- | ---- | ----- | --- | --- | ----- |
| 2019/2020 | 133e | 55e   | -   | -   | 35e   |
| 2020/2021 | 56e  | 44e   | 21e | -   | 16e   |
| 2021/2022 | 12e  | Brons | 17e | -   | Brons |
| 2022/2023 | 20e  | 11e   | 18e | 30e |       |
| 2023/2024 | 12e  | 11e   | 8e  | -   |       |
| 2024/2025 | 7e   | 5e    | 14e | -   |       |

Wereldbekerzeges
| Nr | Datum      | Plaats     | Onderdeel |
| -- | ---------- | ---------- | --------- |
| 01 | 09/03/2022 | Flachau    | Slalom    |
| 02 | 20/03/2022 | Courchevel | Slalom    |
| 03 | 19/01/2025 | Wengen     | Slalom    |

### Europacup
Eindklasseringen
| Seizoen   | Algm | SL     | RS   | SG | SC     |
| --------- | ---- | ------ | ---- | -- | ------ |
| 2018/2019 | 24e  | 20e    | 13e  | -  | -      |
| 2019/2020 | Goud | Zilver | Goud | 4e | Zilver |
| 2020/2021 | 110e | -      | 34e  | -  | -      |